# اندیس کرومیت آهوران
کرومیت آهوران یک اندیس فلزی است که در حوالی شهر چانف استان سیستان و بلوچستان قرار دارد و مادهٔ معدنی موجود در آن، کرومیت است.سنگ میزبان این اندیس پیریدوتیت آلتره است و دیرینگی آن به دوران کرتاسه می‌رسد. 